# Vargem Grande Paulista
Vargem Grande Paulista est une ville brésilienne de l'État de São Paulo.
La ville s'est développée rapidement, malgré sa jeunesse. La région de Vargem Grande Paulista - qui était le Bairro do Ribeirão da Vargem Grande et le Distrito Raposo Tavares sous l'administration municipale et paroissiale de Cotia - occupe aujourd'hui une superficie de 38 km², entre les kilomètres 39 et 47 de Rodovia Raposo Tavares et est abrite une population estimée à 47 013 habitants, selon l'IBGE 2013.